# Platynus balesi
Platynus balesi är en skalbaggsart som beskrevs av Gray. Platynus balesi ingår i släktet Platynus och familjen jordlöpare. Inga underarter finns listade i Catalogue of Life.